# おはようおかえり
『おはようおかえり』は、鳥飼茜による日本の漫画作品。増刊『モーニング・ツー』（講談社）にて2010年37号から2012年62号、『月刊モーニングtwo』（同）2012年12月号から2013年4月号まで全31話が連載された。単行本は全5巻。
社会人3年目の25歳の堂本一保を主人公に、一保のアラサーの姉2人を交えながら、京都の街並みを背景にその恋愛や生活を描くコメディ作品。
『ダ・ヴィンチ』（メディアファクトリー）2013年3月号の特集「30代女子のためのマンガ100」の小特集「今、求める男キャラ」で、京都生まれ京都育ちで京都弁の主人公・一保が「方言男子」として挙げられた（138頁）。

## 登場人物
堂本 一保（どうもと かずほ）
25歳。線香やお香を販売する創業80年の老舗「福寿堂香舗」の営業担当。入社して3年目。几帳面で、料理・裁縫はもちろん、こびりついた汚れの落とし方のような生活の知恵も身に付いている。烏丸五条の近くのマンションに1人暮らしをしているが、2人の姉がほぼ毎日入り浸り、食事・洗濯の一切を任されている。
堂本 奈保子（どうもと なほこ）
一保の上の姉。31歳。美人だがずぼら。月に数回しか自宅に帰らず、ほぼ毎日一保の部屋で一保が作った料理を食べ、たった数時間で泥棒が入ったのかと見紛うばかりに散らかしていく。
バツイチ。結婚していた時は、それなりに家事をしていた。姑から「子供ができなければハリボテと同じ」と、子供を作ることだけを何よりも求められ、そのストレスで脱毛や拒食症を発し、自分から離婚を求めた。
堂本 理保子（どうもと りほこ）
一保の下の姉。28歳。奈保子同様、美人でスタイルが良いがずぼらで、中身を知らない人からは「華やかで品がある」「きれいで芯の強い大人の女」と見られがち。性格はすっきり・きっぱり。
三条通の路地を少し入ったところに、外国のアクセサリーやガラスのビーズを扱う高級アクセサリー店を姉と経営しており、デザイナーとしての腕も東京のセレクトショップから引きがあるほど。
妻子ある大学教授・深見と不倫関係にある。
新谷 有里恵（しんたに ゆりえ）
文学部の学生。20歳。一保の彼女。関東出身。
有里恵を尊重しようという一保なりの優しさが理解できず、告白し強気に接してくる桜井に揺れ動く。
福住 伸一（ふくずみ しんいち）
福寿堂香舗の社長。先代である父親がつぶしかけた会社を、香木などを扱う大手から、取り扱う商品を線香のみに絞って立て直した。
かつて、すれ違いざまに香を焚きしめたような香りがした女性を好きになり、偶然ストールに線香の匂いが移っていた奈保子をナンパする。
瀬尾（せお）
福寿堂香舗の女性社員。既婚者。福住とは同級生。
中野 亜沙子（なかの あさこ）
福寿堂香舗の女性社員。19歳。一保を「社内一、嫁にしたい男」と個人的に思っている。
京都大学院生の彼氏の子供を妊娠し結婚する。
長田（おさだ）
福寿堂香舗の男性社員。
桜井 雅哉（さくらい まさや）
有里恵と同じ大学の同級生。国際政治を勉強している。有里恵のことが好きで、一保に堂々と宣言した。実家が渋谷区松濤にある金持ちのボンボンで、父親からプレゼントされたロレックスエクスプローラー（約60万円）を身に着けている。
橋口 実佑紀（はしぐち みゆき）
有里恵に振られた一保が、長田に誘われた合コンで知り合った女性。大学生の頃は太っていたが、付き合っていた彼がモデルのような細くて美人の子を好きになり振られ、ダイエットに励んだ。
松嶋 春生（まつしま はるお）
奈保子の元夫。応仁の乱の後から町中に住んでいるという、由緒ある家系。息子・倫太郎を時々奈保子に預かってもらう。
深見（ふかみ）
有里恵が通う大学のデザイン科の中年の先生。東京に妻子がおり、週に1度授業がある日に京都まで通っている。
理保子の大学時代のゼミの恩師であり、理保子と不倫関係にあり、会う時は高級ホテルで逢瀬を重ねている。
岸 征司（きし せいじ）
京都大学院生。亜沙子の恋人。分厚い眼鏡を外すと実は男前。
亜沙子の妊娠を知っても、研究を続けたいことや自分にメリットがないことを理由に結婚を拒んでいたが、長田や一保と話し、入籍する。
松嶋 梨枝子（まつしま りえこ）
春生の母親。自身もかつて子供ができず、夫が外に作った子供（春生）を養子にして育てた。

## 書誌情報
- 鳥飼茜 『おはようおかえり』 講談社〈モーニングKC〉 全5巻[3]
  1. 2011年4月22日発売、ISBN 978-4-06-372998-6
  2. 2011年9月07日発売、ISBN 978-4-06-387036-7
  3. 2012年4月23日発売、ISBN 978-4-06-387106-7
  4. 2012年9月21日発売、ISBN 978-4-06-387144-9
  5. 2013年4月12日発売、ISBN 978-4-06-387203-3